# Matilde E. Moisant
Matilde E. Moisant (13 de setembro de 1878 - 5 de fevereiro de 1964) foi uma aviadora pioneira norte-americana. Foi a segunda mulher a obter uma licença de piloto nos Estados Unidos. Entre seus feitos, em 1911 quebrou o recorde de altitude de voo para uma piloto mulher, alcançando 370 m.